# 山子頂 (高雄市)
山子頂，原寫為山仔頂，是臺灣高雄市大寮區、鳳山區交界地帶的一個傳統地域名稱，位於大寮區西部偏北地帶、鳳山區東部偏北地帶。相較於今日行政區，其範圍大致包括大寮區的琉球里西南部邊界地帶南段三隆里西北部邊界地帶、會社里北部邊界地帶、永芳里、山頂里東北半部、忠義里、中興里、翁園里西南端、前庄里南南西方向大半部、後庄里南部邊界地帶中段，以及鳳山區的鳳東里、誠德里不含南部中央凸出部分、埤頂里、海光里、中正里、北門里東北半葉的南部邊界地帶、瑞竹里東北部邊界地帶、瑞興里東北部邊界地帶。
本地區境內主要聚落為山仔頂、後壁潭、龜行潭、內湖、內厝、祭魂厝、大道公、山仔頂溪埔（溪埔）、前庄、脾腹內（埤頂），設有輔英科技大學、中山工商、大寮國中、永芳國小、山頂國小、忠義國小（以上大寮區學校）及中正國小（鳳山區學校）。

## 歷史
台灣日治初期，山子頂地區為一街庄，稱為「山仔頂庄」（舊制街庄），隸屬於小竹上里。該庄昔日西北與牛潮埔庄為鄰，北邊西段與磚仔磘庄為鄰，北邊東段及東邊與翁公園庄為鄰，東南邊為大寮庄，西南邊為拷潭庄，西邊為灣仔頭庄、竹仔腳庄。
1901年（日治明治三十四年）11月11日，全台廢縣廳改設二十廳，該庄隸屬於鳳山廳。1904年（明治三十七年）5月3日，該庄編入「翁公園區」，隸屬於鳳山廳。1909年（明治四十二年）10月25日，全台合併二十廳為十二廳，翁公園區改隸屬於臺南廳。1920年（大正九年）10月1日，全台地方制度大改正，廢十二廳改設五州二廳，該庄改制並雅化為「山子頂」大字，隸屬於高雄州鳳山郡大寮庄（新制街庄）。
戰後大寮庄改制為大寮鄉，隸屬於高雄縣，大字亦改制為村。1950年（民國39年），本地區西北部的埤頂地區改劃入鳳山鎮，村亦改制為里。同年10月1日，高、屏分治，大寮鄉、鳳山鎮仍隸屬於高雄縣。1972年（民國61年）7月1日，鳳山鎮升格為鳳山市。2010年（民國99年）12月25日，高雄縣、市合併為直轄高雄市，大寮鄉、鳳山市改制為大寮區、鳳山區，村亦改制為里。

## 聚落
本地區發展較早的聚落為山仔頂、後壁潭、龜行潭、內湖、內厝、祭魂厝、大道公、山仔頂溪埔（溪埔）、灣仔頂（已消失）、前庄、漏磘（已消失）、脾腹內（埤頂），在日治初期的官方地圖上已有記載。

## 交通
台鐵屏東線是高雄至枋寮間的鐵路幹線，經過本地區西北部凸出部分的西北側邊界外緣。最近的車站在西側為鳳山車站，在東側為後庄車站。前者屬二等站，停靠大部分自強號、莒光號及全部區間快車、區間車；後者屬簡易站，僅停靠區間車；由此等可前往台鐵沿線各站。
高雄捷運橘線是高雄捷運系統的東西向路線，其東側端點（終點）大寮站位於本地區境內。由此可前往高雄捷運沿線各站。
省道台1線又稱「縱貫公路」，是臺北至楓港的傳統平面幹道，經過本地區西北部凸出部分的北部邊界地帶。由該道路北行（大方向，當地先向西行）可前往三民區、左營區、仁武區西北端、楠梓區等地，南行（大方向，當地先向東行）可前往屏東縣屏東市、麟洛鄉、內埔鄉、竹田鄉等地。
省道台1戊線是高雄至後庄的幹道，經過本地區西北部凸出部分的頸部。由該道路西行可前往鳳山區、苓雅區、三民區，並止於省道台1線轉角路口；東行可前往磚子磘地區，並止於後庄聚落西南側的省道台1線轉角路口。
省道台25線又稱「鳳林公路」，是鳳山至林園的幹道，經過本地區西部的山仔頂、大道公等聚落。由該道路北行可前往牛潮埔地區，並止於省道台1線路口；南行可前往林園區，並止於省道台17線路口。
區道高63線是後庄至後壁寮的道路，其南側端點（終點）位於本地區中西部的省道台25線路口，由此向東北會經過本地區的前庄聚落。
區道高65線是打鐵店至三隆的道路，經過本地區東部邊界地帶。該道路在本地區邊界外緣有部分路段與區道高68線共線。
區道高68線是內湖至水源地的道路，其西側端點（起點）位於本地區西南部邊界地帶，由此向東北蜿蜒而行，會經過本地區的龜行潭聚落、山仔頂聚落北側、溪埔聚落。該道路在本地區中部略偏南有部分路段與省道台25線共線，另在本地區東部邊界外緣有部分路段與區道高65線共線。
區道高70線是大寮至上寮的道路，經過本地區南部邊界地帶東端。
區道高71線是山仔頂至昭明的道路，經過本地區西南部邊界地帶。

## 學校
大寮區
- 輔英科技大學（大部分）
- 中山工商（大部分）
- 大寮國中
- 永芳國小
- 山頂國小
- 忠義國小

鳳山區
- 中正國小
- 瑞興國小（小部分）

## 公務機關
大寮區
- 大寮區公所
- 高雄市大寮戶政事務所
- 高雄市政府警察局林園分局大寮分駐所
- 高雄市政府消防局第三大隊大寮消防分隊

鳳山區
- 高雄市政府警察局鳳山分局埤頂派出所

## 文化資產
- 原日本海軍鳳山無線電信所（國定古蹟）